# Дмитришин Анастасія Володимирівна
Анастасі́я Володи́мирівна Дмитри́шин (нар. 22 серпня 1995, Миколаївка, Донецької області) — українська бадмінтоністка,
 чемпіонка міжнародного турніру Slovak Open 2013 року в парі з Дарією Самарчанц, майстер спорту України міжнародного класу.

## Життєпис
Бадмінтоном почала займатись з 6-річного віку в рідній Миколаївці. Перший тренер — Віктор Андрійович Симоненко.
Закінчила Національний технічний університет «Харківський політехнічний інститут».
У Харкові її тренером став заслужений тренер України Стерін Михайло Борисович.

## Досягнення

### BWF International Challenge/Series
Жінки. Парний розряд
| Рік  | Турнір      | Партнер         | Суперник                          | Рахунок             | Результат  |
| ---- | ----------- | --------------- | --------------------------------- | ------------------- | ---------- |
| 2013 | Slovak Open | Дар'я Самарчанц | Шарка Кржижкова Катерина Томалова | 17–21, 22–20, 21–15 | Переможець |
| 2012 | Slovak Open | Дар'я Самарчанц | Юлія Казарінова Єлизавета Жарка   | 15–21, 22–20, 11–21 | Фіналістка |

     турнір BWF International Challenge
     турнір BWF International Series
     турнір BWF Future Series